# Gustavsbergs landsfiskalsdistrikt
Gustavsbergs landsfiskalsdistrikt var 1918–1964 ett landsfiskalsdistrikt i Stockholms län, bildat när Sveriges indelning i landsfiskalsdistrikt trädde i kraft den 1 januari 1918, enligt beslut den 7 september 1917. Den 1 januari 1965 avskaffades i Sverige samtliga landsfiskaler och landsfiskalsdistrikt, och deras arbetsuppgifter delades upp på de nyskapade indelningarna polisdistrikt, åklagardistrikt och kronofogdedistrikt.
Landsfiskalsdistriktet låg under länsstyrelsen i Stockholms län.

## Ingående områden
När Sveriges nya indelning i landsfiskalsdistrikt trädde i kraft den 1 januari 1952 (enligt kungörelsen 1 juni 1951) ändrades distriktets omfattning. Den 1 januari 1959 (enligt beslut den 30 juni 1958) införlivades Norra Värmdö polisdistrikt av Värmdö landskommun samt Djurö landskommun från det upplösta Vaxholms landsfiskalsdistrikt.

### Från 1918
Värmdö skeppslag:
- Boo landskommun
- Gustavsbergs landskommun
- Ingarö landskommun
- Södra delen av Värmdö landskommun: Norra delen låg i Värmdö landsfiskalsdistrikt.[3]

### Från 1 oktober 1941
Värmdö skeppslag:
- Boo landskommun
- Gustavsbergs landskommun
- Ingarö landskommun
- Del av Värmdö landskommun: Den del som inte låg i Värmdö landsfiskalsdistrikt.[7]

### Från 1 januari 1952
- Boo landskommun
- Gustavsbergs landskommun
- Del av Värmdö landskommun: Den del som inte låg i Vaxholms landsfiskalsdistrikt.[8]

### Från 1 januari 1959
- Boo landskommun
- Djurö landskommun
- Gustavsbergs landskommun
- Värmdö landskommun